# مسجد صاحب الزمان (حسین رجب)
مسجد صاحب الزمان (حسین رجب) مربوط به دوره پهلوی است و در یزد، محله فهادان، کوچه حمام گودک واقع شده و این اثر در تاریخ ۷ مهر ۱۳۸۱ با شمارهٔ ثبت ۶۵۴۹ به‌عنوان یکی از آثار ملی ایران به ثبت رسیده است.